# 森了蔵
森 了蔵（もり りょうぞう、1972年5月23日 - ）は、俳優菅田俊主催の劇団東京倶楽部に所属する俳優、脚本家。東京都出身。柔道二段。

## 来歴・人物
神奈川県立東金沢高校出身。
小劇場などを中心に舞台俳優として活躍、Vシネマや声優活動も行っている。
奇人変人などキレた役柄が得意である。
脚本家としての主な作品は「ゴトー1/2（2021年）」

## 出演

### 映画
- ゼロ・ウーマンR 警視庁0課の女/欲望の代償（2007年、竹書房）
- 恋する小説家（2011年、ガチンコ・フィルム） - 天野照雄心
- 6月6日 FINAL EPISODE「The Dead Planet 死せる惑星」（2012年、KOM Pictures）
- カメラを止めるな!（2017年、ENBUゼミナール/アスミック・エース） - 護身術インストラクター
- 侠の絆（2018年） - 岩井組組員

### Vシネマ
- 広島やくざ戦争（2002年）
- 人生逆転ゲーム（2011年）
- 狼の流儀（2012年）
- 鷲と鷹（2014年）
- 下町任侠伝 鷹（2015年）
- 虎狼の群れ（2017年）
- CONFLICT 〜最大の抗争〜 第三章 壊滅（2018年） - 天道会系組員
- 制覇15（2018年） - ブラックジャーナリスト 上坂徹
- CONFLICT 〜最大の抗争〜 第五章 第六章（2019年） - 鷲尾組組員

### 舞台
- 二人の女（2008年）